# Église Saint-Pierre de Risset
 (janvier 2012).
Si vous disposez d'ouvrages ou d'articles de référence ou si vous connaissez des sites web de qualité traitant du thème abordé ici, merci de compléter l'article en donnant les références utiles à sa vérifiabilité et en les liant à la section « Notes et références ».
L'église Saint-Pierre de Risset fut construite vers le XVe siècle, dans le hameau de Risset dans l'actuelle commune de Varces-Allières-et-Risset en Isère.

## Histoire
Elle devint l'église paroissiale des hameaux d'Allières et Risset. L'église fut consacrée à Saint Pierre l'Apôtre. Aujourd'hui, elle a gardé son chœur (XVIe siècle), son autel de style baroque (XVIIe siècle), un clocher à trois petites cloches et une nef reconstruite au XIXe siècle.
Elle est bordée par un petit cimetière.
Elle n'est plus l'église paroissiale des hameaux de Varces-Allières-et-Risset.